# Zentrum für Islamische Theologie (Universität Tübingen)

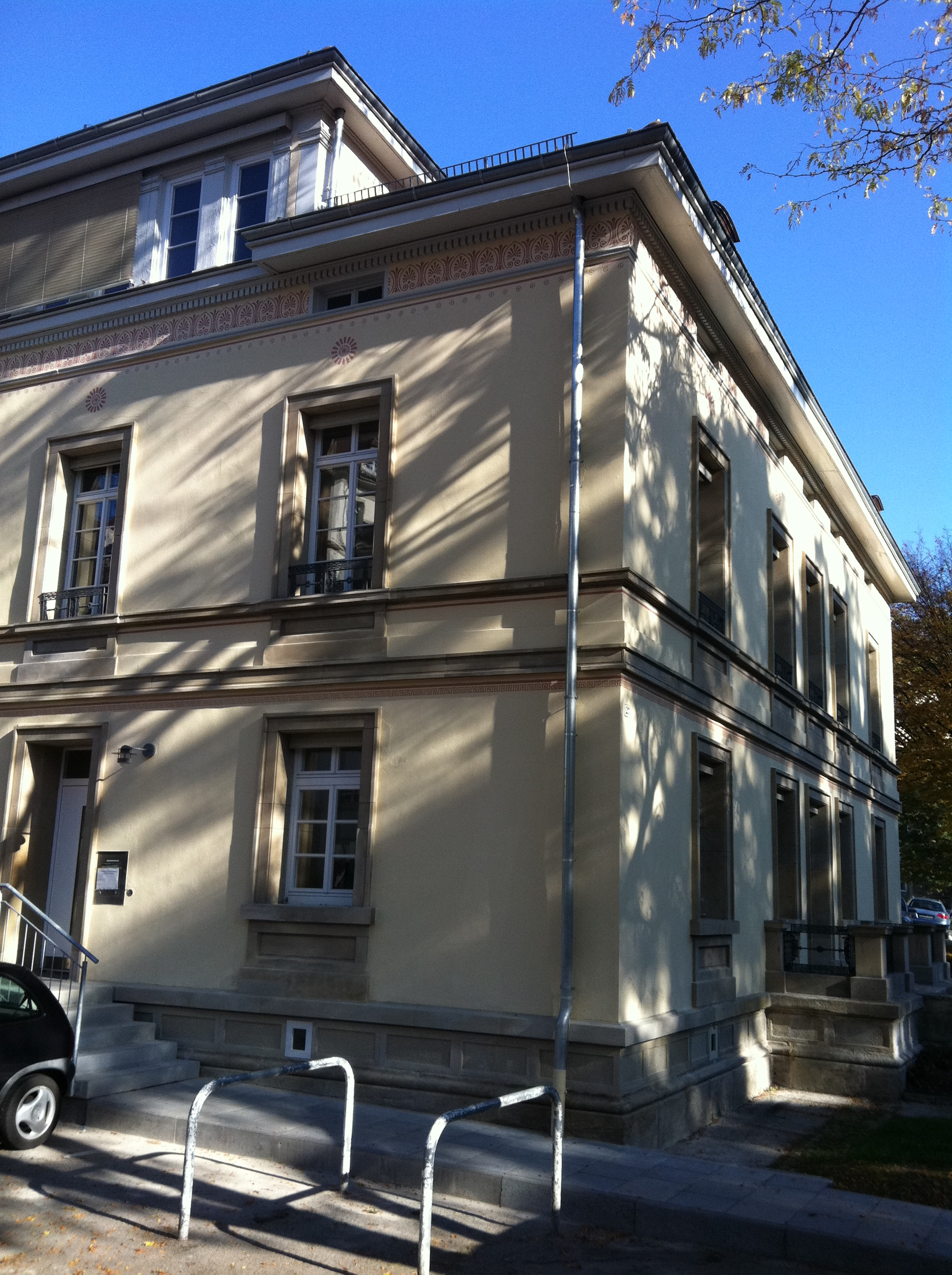
Zentrum für Islamische Theologie in der Villa Köstlin

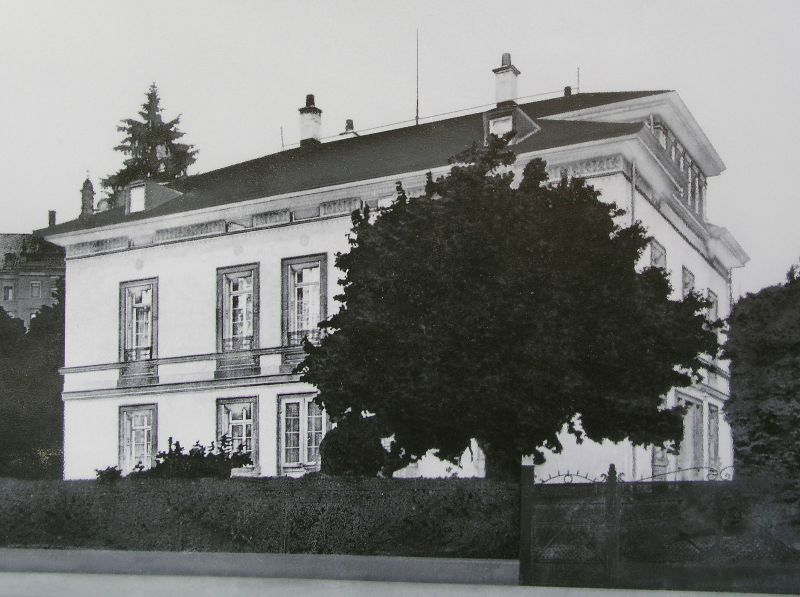
Villa Köstlin auf einer alten Fotografie aus dem frühen 20. Jahrhundert

Das Zentrum für Islamische Theologie (ZITh) ist eine 2011 gegründete zentrale Einrichtung der Universität Tübingen. Es bietet Studiengänge der islamischen Theologie und Religionslehre für rund 220 Studierende.

## Organisation
Das ZITh wurde 2011 gegründet und mit einer Feier am 16. Januar 2012 eröffnet. Der Studienbetrieb in der Aufbauphase bestand aus einem Professor und 36 Studierenden. Es bestehen derzeit (Wintersemester 2019/20) sieben Lehrstühle, nämlich für Koranwissenschaften, „Islamische Praktische Theologie (Seelsorge)“, Hadīth-Wissenschaften und Prophetische Tradition, Scharia, „Islamische Glaubenslehre“, „Islamische Geschichte und Gegenwartskultur“ und „Islamische Religionspädagogik“. Gegenwärtig studieren rund 220 Studierende in den Studiengängen „Islamische Theologie“ (B.A.), „Islamische Religionslehre“ (B. / M. Ed.), „Islamische Theologie im europäischen Kontext“ (M.A.) und „Islamische Praktische Theologie für Seelsorge und Soziale Arbeit“ (M.A.). Das ZITh bildet deutschsprachige Religionslehrer für die Tätigkeit an öffentlichen Schulen aus, sowie Islamwissenschaftler und Imame.
Die geschäftsführende Direktorin ist die Professorin für Islamische Glaubenslehre Lejla Demiri (* 1975). Ihr Vorgänger war von Oktober 2012 bis November 2023 Erdal Toprakyaran.
Das ZITh hat einen konfessionsgebundenen Beirat. Die Universität hat die Pflicht, die Zustimmung des Beirates u. a. bei Personalentscheidungen nach Abschluss des Verfahrens in der Berufungskommission (in Analogie zu Berufungsverfahren bei den christlich-theologischen Fakultäten) einzuholen. Der Beirat setzt sich aus sieben Mitgliedern zusammen, die vom Rektor der Universität ernannt werden. Die Islamverbände DITIB, IGBD und VIKZ verfügen über ein Vorschlagsrecht für insgesamt fünf Mitglieder, wobei drei auf DITIB und je eines auf IGBD und VIKZ entfallen. Zwei weitere Mitglieder werden als sogenannte „unabhängige Personen“ benannt: eines auf Vorschlag des Rektors und eines auf Vorschlag von DITIB in Rücksprache mit den anderen Verbänden. Jedes Mitglied hat eine Vertretung, die nach demselben Verfahren bestimmt wird. Vorsitzender des ZITh-Beirates ist der DITIB-Landeskoordinator für Baden Fatih Şahan.
Im Jahr 2020 wurde mit der Stiftung Sunnitischer Schulrat vereinbart, dass die Stiftung gemeinsam mit dem ZITh-Beirat bei Berufungen von Universitätspersonal, das in der Ausbildung von Lehrkräften für den islamischen Religionsunterricht sunnitischer Prägung tätig ist, über die Lehrbefugnis entscheidet. Die Stiftung, die am 1. August 2019 gegründet wurde, hat das Ziel, den islamischen Religionsunterricht sunnitischer Prägung als ordentliches Lehrfach an öffentlichen Schulen in Baden-Württemberg zu organisieren.

## Kritik
Das ZITh stand wiederholt in der öffentlichen Kritik. Laut einer Studie der Universität Münster, an der auch ZITh-Studierende teilnahmen, zeigten sich bei einigen Teilnehmern antiwestliche und islamistische Einstellungen. So sprach knapp die Hälfte der Befragten Israel die Existenzberechtigung ab, und ein Viertel unterstützte die Idee einer „Islamisierung des Rechtssystems.“ Allerdings wurde diese Studie von der Deutschen Gesellschaft für Islamisch-Theologische Studien (DEGITS) aufgrund methodischer Schwächen der Studie kritisiert, da etwa vereinfachte und suggestive Fragen verwendet worden seien. Zudem arbeite die Studie auf einer reduktionistischen Art und Schwarz-Weiß-Formulierungen. Die DEGITS kritisierte zudem die Forschungsethik der Studie. So seien Studierende instrumentalisiert worden, indem die Anfrage zur Teilnahme an der Studie von den tatsächlichen Forschungsfragen abwich. Der Verband Muslimischer Lehrkräfte (VML) schloss sich der Kritik an und kritisierte ebenfalls tendenziöse und suggestive Fragen und Antwortmöglichkeiten. Die Stiftung Sunniticher Schulrat, Trägerin des Islamischen Schulunterrichts in Baden-Württemberg, wies in einer Stellungnahme darauf hin, dass keine verlässlichen Rückschlüsse auf die in Baden-Württemberg ausgebildeten Lehrkräfte gezogen werden könnten, da keine Belege dafür vorliegen würden, dass Studierende aus dieser Region an der Studie teilgenommen haben.
Im Jahr 2019 berichtete die Stuttgarter Zeitung über Verbindungen zu Islamisten, einschließlich Muslimbrüdern. Ein Dozent soll vom baden-württembergischen Verfassungsschutz beobachtet worden sein. Weiter wurde über frauenfeindliche Diskriminierung, über offensive Aufforderungen, das Fasten im Ramadan einzuhalten oder zu beten, berichtet.
Laut einem Bericht der Welt nahm im Jahr 2019 Abdelmalek Hibaoui, Professor am ZITh und Mitglied im Gelehrtenrat des Zentralrats der Muslime, in der Türkei an einer Konferenz des Zentrums für Studien der Islamischen Union (Isbam) teil, die zur islamistischen Saadet-Partei gehört. Diese Partei ist Teil der Milli-Görüs-Bewegung, die in Teilen vom Bundesverfassungsschutz beobachtet wird. Auf der Konferenz wurde zur Zerstörung Israels aufgerufen. Hibaoui erklärte in einer Gegendarstellung, seine Teilnahme an der Konferenz beruhe auf einer Fehleinschätzung seinerseits. Er habe sich ein Leben lang und auch auf dieser Konferenz für Mäßigung und gegen Gewalt ausgesprochen. Die Universitätsleitung nahm zu den Vorwürfen ebenfalls Stellung und Universitätsrektor Bernd Engler kündigte an, klare Regeln für den Umgang mit radikalen Kräften einzuführen. Auf einen Antrag der FDP-Fraktion im baden-württembergischen Landtag hat auch das zuständige Wissenschaftsministerium eine Stellungnahme abgegeben.
Verschiedentlich wurde der Einfluss der Türkisch-Islamischen Union der Anstalt für Religion (DITIB) kritisiert, der im Beirat dominieren würde und einen zunehmenden Einfluss am ZITh besäße. Dies wurde von der ZITh-Direktorin Lejla Demiri bestritten. Der frühere ZITh-Direktor, Erdal Toprakyaran, entgegnete auf die Kritik: „Wir lassen uns auf keinen Fall beeinflussen. Wir sind natürlich sehr vorsichtig, dass wir in unserer Forschung und Lehre unabhängig bleiben.“
Der Zentralrat der Konfessionsfreien hat im Jahr 2024 scharfe Kritik daran geübt, dass seit der Gründung des ZITh rund 45 Millionen Euro vom Bund und Land Baden-Württemberg aus allgemeinen Steuermitteln investiert worden seien. Es handele sich bei Studienfächern wie Islamische Glaubenslehre oder Islamisches Recht nicht um Wissenschaft, sondern um die Ausbildung des klerikalen Nachwuchses, unter dem teilweise islamistische Einstellungen bestünden. Damit fördere der Staat „den Erdogan-Islam“ und den Politischen Islam. Der Staat begehe einen „gefährlichen Irrtum“, da Bildungseinrichtungen auf diese Weise zunehmend vom Politischen Islam durchdrungen würden.

## Gebäude
Ein Teil der Einrichtung befindet sich in der von dem Ehepaar Christian Reinhold Köstlin und Josephine Caroline Lang 1842/43 in Bau-Auftrag gegebene und heute unter Denkmalschutz stehende Villa Köstlin in der Rümelinstraße 27 in räumlicher Nähe der Evangelisch-Theologischen Fakultät und der Katholisch-Theologischen Fakultät. Dort wurden Büros, ein Besprechungsraum, ein Raum für eine Handbibliothek sowie ein großer und zwei kleinere Seminarräume eingerichtet. Am 14. November 2024 wurde ein Neubau in unmittelbarer Nähe des bestehenden Theologicums von feierlich von Baden-Württembergs Ministerpräsident Winfried Kretschmann und Finanzstaatssekretärin Gisela Splett (beide Bündnis 90/Die Grünen) eröffnet. Das moderne Gebäude kostete knapp 23 Millionen Euro und beherbergt auf 2.600 Quadratmetern Seminarräume, Büros und eine Bibliothek. Auch Studierende der Evangelisch- und Katholisch-Theologischen Fakultäten und des Fachbereichs Psychologie nutzen den Neubau. Der Bau zeichnet sich durch innovative Architektur aus, die nachhaltige Elemente wie Wärmerückgewinnung und Photovoltaik integriert.

## Hintergrund
Die Bundesländer stellen den christlichen Religionsunterricht flächendeckend sicher. Dies gilt bisher nicht für den Religionsunterricht muslimischer Kinder. Da nach einer Schätzung des Bundesbildungsministeriums 2.000 Lehrer für rund 700.000 muslimische Schüler benötigt werden, soll mit den vier Zentren ein Anfang gemacht werden. Erst im Februar 2011 erreichte die Landesregierung von Nordrhein-Westfalen als erste eine Vereinbarung mit islamischen Organisationen, um ein gemeinsames Curriculum zu entwickeln.
Während der Staat die Einrichtungen zum Studium der evangelischen Theologie und katholischen Theologie in Zusammenarbeit mit den Kirchen selbst in der Hand hat, war die Ausbildung islamischer Theologen und Religionslehrer in den 16 Bundesländern nicht geregelt. Faktisch bildete die türkische Regierung zahlreiche Imame aus, schickte rund 100 von ihnen für etwa vier Jahre nach Deutschland und besoldet sie. Die Nachteile: Die Imame sind häufig der deutschen Sprache nicht voll mächtig, repräsentieren nicht alle Denominationen des Islam und sind mit der Lebenswirklichkeit des Gastlandes nicht umfassend vertraut. Die Türkisch-Islamische Union der Anstalt für Religion (DİTİB) repräsentiert auch keine nicht-türkischen Muslime.
Der Staat geht von der Erfahrung aus, dass ein Religionsunterricht schon lange, etwa im Rahmen von Moscheevereinen, stattfindet. Eine Pflichtteilnahme islamischer Schüler am evangelischen oder katholischen Religionsunterricht gibt es nicht; ein islamischer existiert in den seltensten Fällen.
Der deutsche Wissenschaftsrat hatte die Einrichtungen der Zentren empfohlen: Sie sollen mit den Islamwissenschaften, den theologischen Fakultäten und anderen geisteswissenschaftlichen Fächern kooperieren. Bereits 2008 hatte die Deutsche Islamkonferenz sich für einen flächendeckenden Religionsunterricht ausgesprochen.
Neben Tübingen wurden auch drei andere Orte für das Studium der islamischen Theologie ausgewählt, nämlich Osnabrück in Zusammenarbeit mit Münster, Frankfurt in Zusammenarbeit mit Gießen und Erlangen-Nürnberg. Die anderen Zentren nahmen ihre Arbeit erst 2012 auf. Die Bundesregierung fördert die Zentren bis zu fünf Jahre mit je bis zu vier Millionen Euro. Neben einem achtsemestrigen Bachelor-Studium soll auch ein Lehramtsstudium möglich sein.
Die Leiter der Zentren in Münster und Tübingen waren am 11. April 2015 unter den Erstunterzeichnern der Erklärung zur Gründung des liberalen Zusammenschlusses Muslimisches Forum Deutschland. Das Forum will den humanistisch gesinnten Muslimen eine Stimme geben und an der Gestaltung der Gesellschaft und der Verteidigung der Menschenrechte mitwirken.